# Yasushi Akashi
Yasushi Akashi (明石 康, Akashi Yasushi), né le 19 janvier 1931 à Hinai (en), dans la préfecture d'Akita, est un haut diplomate japonais et administrateur des Nations unies.

## Biographie
Yasushi Akashi obtient un baccalauréat des arts de l'Université de Tokyo en 1954, puis étudie en tant que boursier Fulbright à l'Université de Virginie, et plus tard à la Fletcher School of Law and Diplomacy de l'Université Tufts. En tant que fonctionnaire international nommé politiquement au Siège du Secrétariat des Nations unies à New York, il occupe les postes de secrétaire général adjoint à l'information, puis de secrétaire général adjoint aux affaires de désarmement et enfin de sous-secrétaire général aux affaires humanitaires et coordinateur des secours d'urgence.
Parmi de nombreuses autres affectations supplémentaires, il est le Représentant personnel du Secrétaire général pour la guerre en ex-Yougoslavie. Ensuite, il supervise également les négociations de paix au Cambodge et les élections qui suivent en 1993. Malgré ses succès dans ce pays, il est vivement critiqué pour son rôle ultérieur dans les Balkans, en particulier pour ne pas avoir assuré la sécurité des civils dans un certain nombre de zones de sécurité, comme Goražde, et son incapacité à empêcher le génocide de Srebrenica.
Il se présente comme gouverneur de Tokyo aux élections de 1999 avec le soutien du Parti libéral démocrate et de la coalition New Komeito, mais arrive à la quatrième place.

## Récompenses
- Citoyen d'honneur Sotchi, Russie (1989)[réf. nécessaire].
- Membre éminent de la Fondation Sergio Vieira de Mello[6].
- Prix Sri Lanka Rathna, Sri Lanka - 19 août 2019[7].